# Histoire de l'Amérique
Ne doit pas être confondu avec Histoire des États-Unis d'Amérique.
 (janvier 2016).
Si vous disposez d'ouvrages ou d'articles de référence ou si vous connaissez des sites web de qualité traitant du thème abordé ici, merci de compléter l'article en donnant les références utiles à sa vérifiabilité et en les liant à la section « Notes et références ».
L'histoire de l'Amérique commence avec les premières civilisations précolombiennes, au Ier millénaire av. J.-C. De nombreux peuples et cultures sont présents sur tout le continent, des Mapuches de Patagonie aux Inuit dans les régions arctiques, en passant par la civilisation maya, l'empire aztèque, les Guaranis, les peuples iroquoiens ou encore les peuples algonquiens. 
Le continent américain vit isolé de l'Ancien Monde jusqu'à l'arrivée de Christophe Colomb en 1492 pour le compte du roi d'Espagne. Les puissances européennes (Espagne, Portugal, France, Angleterre, Russie) fondent des empires coloniaux. À partir de cette date, les peuples autochtones sont asservis, réduits puis absorbés par les colonisateurs, puis de nombreux Africains sont déportés pour travailler comme esclaves. Les colonies gagnent leur indépendance entre le XVIIIe siècle et le XXe siècle (à l'exception de certaines îles des Antilles). L’Amérique du Sud et l'Amérique centrale conservent une forte influence espagnole (et portugaise pour le Brésil), tandis que l'Amérique du Nord a une influence anglaise prépondérante (hormis le Québec, ancienne colonie française). Au XXe siècle, les États-Unis deviennent une superpuissance mondiale.

## Avant 1492: histoire précolombienne

### Peuplement de l'Amérique
Selon la génétique, la plupart des populations amérindiennes actuelles sont issues d'une population souche, dite paléoindienne, qui aurait traversé la Béringie il y a environ 24 000 ans, et aurait franchi le barrage de l'inlandsis laurentidien il y a environ 16 000 ans, avant de se répandre sur l'ensemble du continent américain. De leur côté, les archéologues ont mis au jour des sites préhistoriques plus anciens de plus en plus nombreux, datés entre 16 000 et 40 000 ans avant le présent (AP), et peut-être encore plus âgés pour certains, que l'on ne pourrait attribuer qu'à une population antérieure hypothétique, dénommée Paléoaméricains, dont il n'existe aucune trace fossile, mais qui aurait peut-être laissé une infime trace génétique dans certaines tribus d'Amazonie actuelles.

### Civilisations précolombiennes
Les premières civilisations précolombiennes émergent en Mésoamérique, avec les Olmèques, d'environ 1200 à 500 av. J.-C., et en Amérique andine, avec la civilisation de Caral, qui apparait vers 2600 av. J.-C. sur la côte péruvienne, puis la culture de Chavin, vers 900 av. J.-C..
Parmi les principales civilisations précolombiennes qui se sont ensuite développées, on peut citer les Mayas, les Toltèques, les Zapotèques, les Tépanèques et les Aztèques en Mésoamérique, et les Incas en Amérique andine. Ces deux dernières ont fondé les empires les plus étendus en Amérique avant l'arrivée des Espagnols et des autres Européens à partir de 1492. 
D’autres cultures et civilisations ont existé en Amérique du Nord, sur les territoires actuels des États-Unis et du Canada, parmi lesquelles on peut citer la civilisation du Mississippi, les Anasazis, les Pueblos, les Hohokams ou encore les Mogollon.

### Présence Viking
Les Vikings sont le premier peuple de l'Ancien Monde à débarquer en Amérique. Vers l'an 1000, Leif Erikson navigue depuis le Groenland jusqu'à l'île de Terre-Neuve, qu'il appelle Vinland, et installe un village à L'Anse aux Meadows, ce qui fait de lui le véritable découvreur européen de l'Amérique (colonies vikings en Amérique), bien qu'aucun élément ne permette d'affirmer que les Vikings avaient compris que ces terres n'étaient pas de simples îles mais bien le rivage d'un vaste continent. De ce point de vue, il faudra attendre le XVIe siècle pour que des explorateurs comme Amerigo Vespucci puissent l'établir et que des imprimeurs diffusent cette information.

## Après 1492: époque moderne

### Exploration du continent

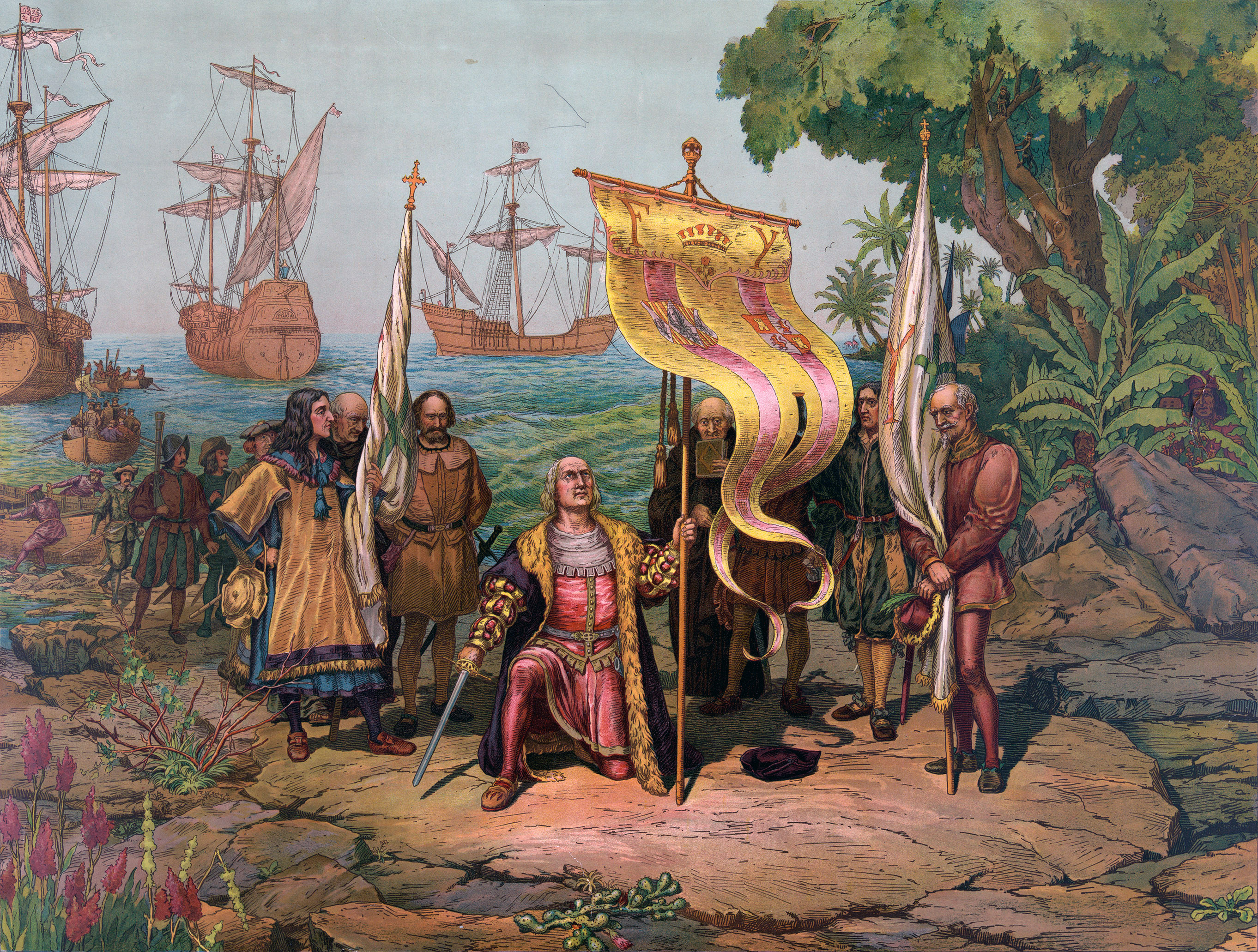
Débarquement de Christophe Colomb à l'île San Salvador en 1492 et prise de possession au nom des rois catholiques.

Les capitulations de Santa Fe ayant été ratifiées par les rois catholiques d'Espagne en 1492, Christophe Colomb débarque incidemment à l’île San Salvador quelques mois plus tard, alors en quête d’une nouvelle route des Indes, conséquence de la chute de Constantinople de 1453. Dès cette découverte et exploration, celui-ci fonde La Navidad sur l’île d'Hispaniola, avant que ne soit entamée la colonisation espagnole de la terre ferme d'Amérique, en 1510.
Les premières expéditions arrivent à Cuba, d'où se fait l'exploration. En 1519, le Mexique est découvert par Hernán Cortés, qui y achève la conquête de l'Empire aztèque dès 1521 ; dans la Cordillère des Andes, Francisco Pizarro conquiert l'Empire inca à partir de 1532. Les expéditions entraînent l'extermination d'une très vaste majorité des principaux peuples vivant sur le continent par des pandémies et des violences (conflits armés et mauvais traitements infligés par les colons).
Au XVIe siècle, dès 1502, lors de son expédition au sud de la Patagonie, l'explorateur Amerigo Vespucci est le premier à émettre l'hypothèse que les terres découvertes à l'ouest de l'Atlantique ne font pas partie de l'Asie (appelée alors « les Indes », d'où la désignation des autochtones d'Amérique par le terme d'« Indiens ») mais d'un nouveau continent que les Européens vont commencer par désigner par le terme de Nouveau Monde avant qu'il ne soit progressivement remplacé par le nom d'Amérique en référence à Amerigo Vespucci.

### Colonisation européenne

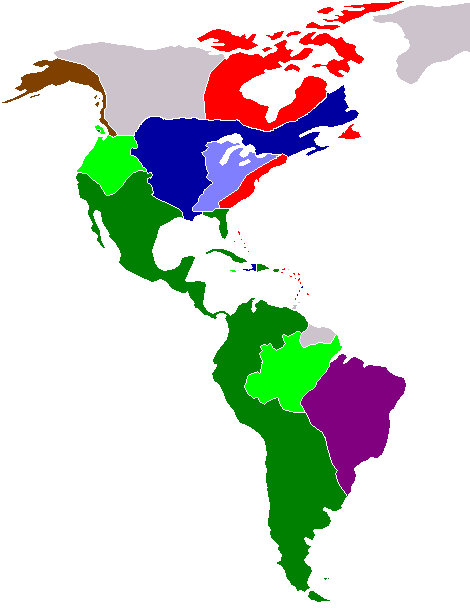
Colonisation européenne en 1750.
Territoire espagnol
Territoire revendiqué par l'Espagne
Territoire portugais
Territoire français
Territoire français revendiqué par les Britanniques
Territoire britannique
Territoire russe

Suivant le traité de Tordesillas de 1494, les terres du Nouveau Monde étaient alors partagées entre Isabelle Ire de Castille, Ferdinand II d'Aragon et Jean II de Portugal. Ainsi, dès 1500, le Royaume de Portugal implante les capitaineries du Brésil sur les côtes de l’Atlantique Sud. En 1531, à la suite de la chute des Incas face à Francisco Pizarro, s'établit l'Empire espagnol, organisé en vice-royautés (Nouvelle-Espagne, Nouvelle-Grenade, Pérou et Río de la Plata), sur les côtes de l'océan Pacifique. Cependant, une guerre civile opposant les Espagnols et leurs alliés aux membres survivants de la famille royale déchire les populations andines jusqu'en 1572. 
À partir de 1534, le Royaume de France établit ses colonies principalement au nord-est et centre de l’Amérique du Nord jusqu’au golfe du Mexique, ainsi que dans les Antilles et sur le plateau des Guyanes et d'Haiti. Le Royaume d’Angleterre s’établit sur les côtes de l’Atlantique Nord et dans la mer des Caraïbes, les Provinces-Unies conquièrent des îles caribéennes (Aruba, Curaçao et Saint-Martin), le Royaume du Danemark et de Norvège s’installa au Groenland et l’Empire russe conquiert la région de l’Alaska.
L'arrivée des colons européens entraine l’introduction d’une série de nouvelles maladies chez les populations autochtones, telles que la variole, causant ainsi – de façon encore plus marquée que les effets de la peste noire en Europe médiévale – la chute de près de 93 % de la population autochtone.
Les Jésuites et coureurs des bois contribuent à l’expansion du vice-royaume de Nouvelle-France en Amérique du Nord, grâce à la traite de fourrures, l’évangélisation et l’établissement de relations avec les peuples autochtones. De plus, des missions catholiques sont envoyées au pays des Hurons et, dans les empires espagnol et portugais, chez les Guaranis.
Au nord, les guerres franco-iroquoises et intercoloniales sont directement liées aux affrontements entre les colonies des empires français et britannique. Au Sud, les Conquistadors mènent une série d’invasions, telles que la conquête des empires aztèque et inca. Les peuples autochtones les repoussent en diverses régions[Où ?], et plusieurs réussissent à maintenir leur domination sur leurs terres jusqu’à la fin du XIXe siècle. Par exemple, le Royaume d’Araucanie et de Patagonie, la Pampa, le Mato Grosso et l’Amazonie demeurent sous la domination de peuples comme les Mapuches, les Het, les Ranquel, les Wichís, les Tobas, les Amazoniens ou les Comanches.
En Amérique du Sud furent aussi créées par marronnage des mocambos et quilombos (comme le Palmares), dont les habitants, d’origine africaine, avaient réussi à fuir l’état d’esclavage auquel ils étaient réduits par l’effet du commerce triangulaire.

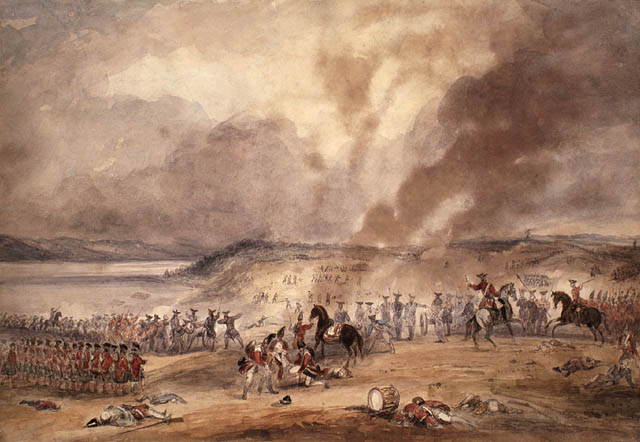
La bataille de Sainte-Foy à la guerre de la Conquête.

De 1754 à 1763, la guerre de la Conquête, dont l'enjeu est la domination de l'Amérique du Nord, oppose les Français et les Britanniques. Au cours de cette quatrième guerre intercoloniale, les forces armées britanniques s’emparent de la Nouvelle-France, assiègent Québec en 1759. La déportation des Acadiens avait eu lieu un peu plus tôt.

### Décolonisation
La décolonisation de l'Amérique commence avec celle des États-Unis en 1783, et se poursuit au début du XIXe siècle avec les pays d'Amérique latine.